# Yuck
Yuck  é uma banda de rock britânica formada em 2007 em Londres, na Inglaterra. É composta por Max Bloom, Mariko Doi e Jonny Rogoff. O primeiro álbum da banda foi lançado em 21 de fevereiro de 2011 pela Fat Possum, no Reino Unido. O estilo da banda já foi comparado com Dinosaur Jr. e Sonic Youth.
Em 16 de maio de 2013 o vocalista Daniel Blumberg anunciou sua saída da banda através da página oficial da banda no Facebook. Apesar disso, a banda anunciou estar trabalhando em seu segundo álbum de estúdio.

## Discografia

### Álbuns de estúdio
| Ano  | Detalhes do álbum | Posição nas paradas mundiais |
| Ano  | Detalhes do álbum | UK                           |
| ---- | --- | ---------------------------- |
| 2011 | Yuck - Lançamento: 15 de fevereiro de 2011 (EUA) / 21 de fevereiro de 2011 (RU) - Gravadora: Fat Possum Records / Mercury Records - Formatos: CD, Download Digital, Vinil | 62                           |

### Singles
| Ano  | Single                   | Álbum |
| ---- | ------------------------ | ----- |
| 2010 | "Rubber" (Vinil)         | Yuck  |
| 2010 | "Georgia" (Vinil)        | Yuck  |
| 2011 | "Holing Out"             | Yuck  |
| 2011 | "Get Away"               | Yuck  |
| 2011 | "The Wall"               | Yuck  |
| 2011 | "Shook Down"/"Milkshake" | Yuck  |

## Membros
- Max Bloom – guitarra, vocais
- Mariko Doi – baixo
- Jonny Rogoff – bateria

1. ↑  Yuck – Biography at Allmusic, Retrieved 18 February 2011.
2. ↑  Yuck – Review BBC, Retrieved 20 February 2011.
3. ↑  http://consequenceofsound.net/2013/04/yuck-announces-departure-of-frontman-daniel-blumberg/
4. ↑  Yuck – 'Yuck' the debut album Amazon.com, Retrieved 20 February 2011.